# Lamborghini LM003
Lamborghini LM003 je bio prototip terenskog vozila kojeg je dizajnirala i izradila talijanska tvrtka Lamborghini za vojnu namjenu. Model LM003 bio je gotovo identičan modelu LM002, jedino je umjesto V12 motora, imao 3.6L turbodizel motor s 5 cilindara tvrtke VM Motori, koji se je pokazao potpuno nedostatan za pokretanje 2600 kg teškog vozila, te se je od projekta odustalo.
Još jedan model koji je razvila tvrtka dok je bila u vlasništvu kompanije Megatech, imao je oznaku LM003. Naime, uvidjevši da se model LM002 dobro prodaje, tvrtka je odlučila obnoviti dizajn vozila. Model se treba zvati Borneo ili Galileo kako bi se razlikovao od LM003, ali do realizacije nije došlo, osim nekoliko konceptualnih skica tvrtke SZ Design, podružnice tvrtke Zagato.   